# Så draga vi upp till Dalom igen
Så draga vi upp till Dalom igen är ett musikalbum från 1975 med den svenska sångerskan Lillemor Lind.
Inspelningen ägde rum den 31 juli, 1 augusti samt 17 och 18 september 1975 i Svärdsjö kyrka med kompletteringar i Nacka aula den 12 oktober samma år. Musiktekniker var Bertil Alving. Skivnumret är Prophone/Proprius PROP 7757.

## Låtlista

### Sida A
1. Om sommaren sköna (3:05), folkmelodi, text: Andreas Wallenius.
2. Visa från Enviksbyn (1:35), efter Britta Ås, Buskgåln, Enviksbyn.
3. Nu är det soligt och varmt på näset (3:20), slåttervisa efter Kerstin Nygårds i Sjugare, som den sjungs i Leksand.
4. Skänklåt från Enviken (2:05), efter Wilhelm Backlund, som lärt den av sin far i Lamborn.
5. Femtusen man från dalorten sprang (1:15), polska efter Roligs Per Andersson i Siljansnäs.
6. Visa efter Haglundsmor i Klockarnäs (0:50), upptecknad efter Karl Sporr 1917.
7. Så draga vi upp till Dalom igen (1:55), visa från Österdalarna.
8. Vallåt från Hillersboda (0:30), efter Lisa Ersdotter, upptecknad av Anders Jansson.
9. I denna ljuva sommartid (2:05), psalm 475 i 1937 års psalmbok. Variant från Leksand efter Land Lars Ersson, Gärde, Leksand. Upptecknad av Anders Jobs.

### Sida B
1. Första visan på bron (3:30), text och musik: Lillemor Lind Evaldsson (1974).
2. Oxbergsmarschen (3:10), skänklåt från Oxberg, känd från början av 1800-talet.
3. Dådran i vårt hjärta (3:05), text och musik: Lillemor Lind Evaldsson (1975).
4. Petters Hans (2:15), text: Gunnar Erik Ols, född 1912, musik: Lillemor Lind Evaldsson.
5. Kol och stål (1:30), text: Gunnar Erik Ols, musik: Lillemor Lind Evaldsson.
6. Fäbodvisa från Nysjön (2:50), text och musik: Bertil Björkman, född 1947. Visan skrevs 1975.
7. Polska från Linghed, Svärdsjö (1:20), på 1880-talet nedtecknad av Erik Johan Thunstedt.
8. Livets barn (3:50), text och musik: Lillemor Lind Evaldsson (1975).
9. Din gæliska ros (1:35), text och musik: Lillemor Lind Evaldsson.

## Medverkande
- Lillemor Lind, sång
- Anders Lundberg, kontrabas, cello
- Bo Lundqvist, gitarr
- Michael Lundqvist, gitarr, sång
- Pers Hans Olsson, fiol
- Clas Pehrsson, spilåpipa